# Hypopta ramulosa
Espèce
Hypopta ramulosa est une espèce de lépidoptères (papillons) de la famille des Cossidae.

## Répartition
Les types de Hypopta ramulosa, deux mâles, ont été collectés en Argentine. 

## Description
Les spécimens mâles étudiés par Dognin en 1920 mesuraient 22 et 24 mm.

## Taxonomie
Le nom valide complet (avec auteur) de ce taxon est Hypopta ramulosa Dognin, 1920,.

### Publication originale
- Dognin, Hétérocères nouveaux de l'Amérique du Sud, t. 18, Rennes, Oberthur, mai 1920, 13 p. (lire en ligne), p. 9-10.